# پیاله‌قارچ‌سانان
پیاله‌قارچ‌سانان (نام علمی: Cantharellales) نام یک راسته از رده کلاه‌قارچان است.